# بيت حمير (بني العوام)

تعديل مصدري - تعديل

بيت حمير هي إحدى قرى عزلة بني الذواد بمديرية بني العوام التابعة لمحافظة حجة، بلغ تعداد سكانها 69 نسمة حسب تعداد اليمن لعام 2004.